# ساديل رمضاني
ساديل رمضاني (بالإندونيسية: Saddil Ramdani) (2 يناير 1999 - ) هو لاعب كرة قدم إندونيسي في مركز الوسط.

## روابط خارجية
- ساديل رمضاني على موقع قاعدة بيانات كرة القدم.إي يو (الإنجليزية)
- ساديل رمضاني على موقع ناشيونال فوتبول تيمز (الإنجليزية)
- ساديل رمضاني على موقع Soccerway.com (الإنجليزية)
- ساديل رمضاني على موقع عالم كرة القدم.نت (الإنجليزية)